# حرب الجبابرة

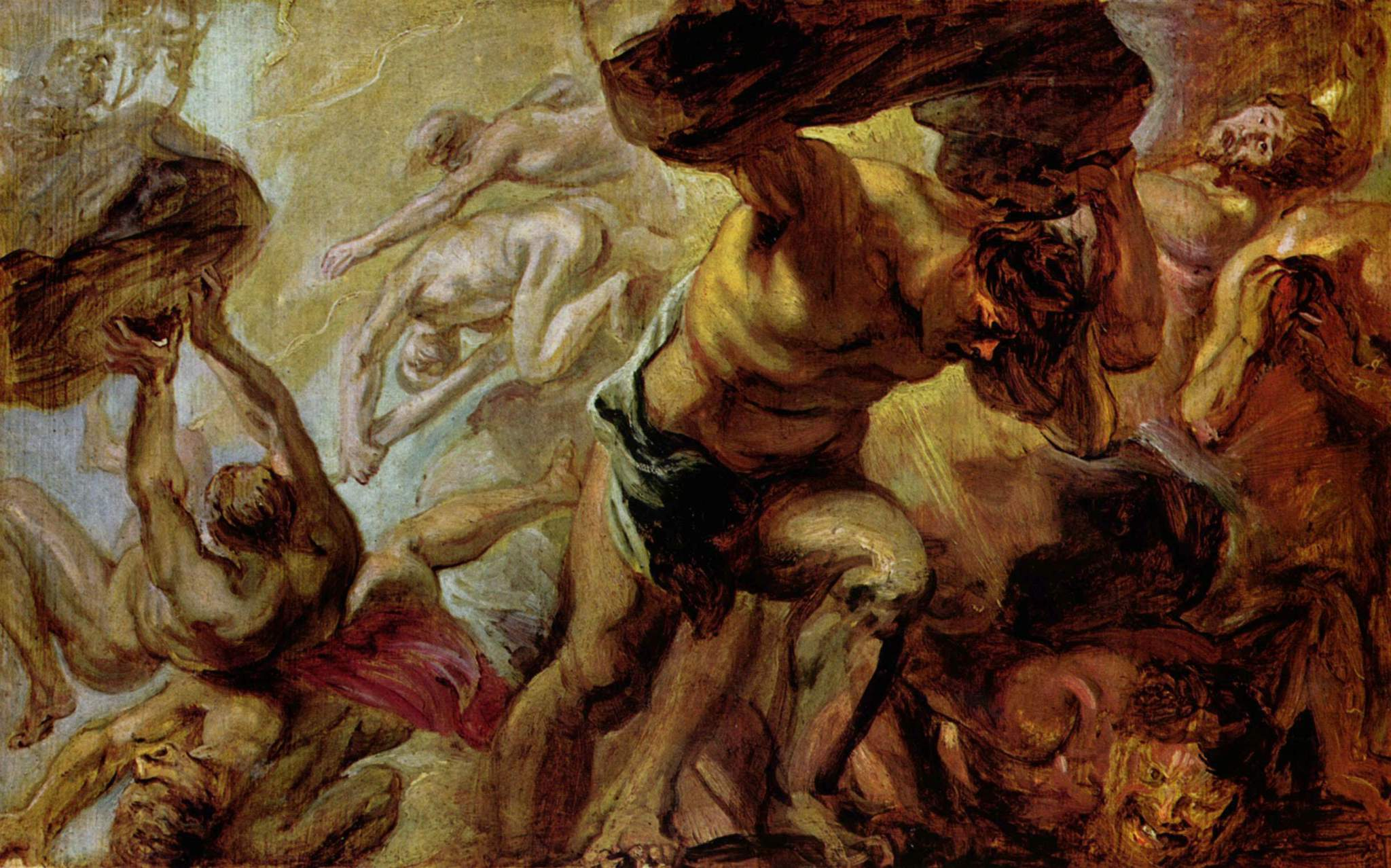
بيتر بول روبنس، سقوط الجبابرة، رسم زيتيّ عام 1636-1638 م في المتحف الملكيّ للفنون البلجيكية الجميلة في بروكسل

حرب الجبابرة أو الحرب العظمى (بالإنجليزية: Titanomachy)، (بالإغريقية: Τιτανομαχία) في الأساطير الإغريقية، هي سلسلةٌ من حروبٍ دامت عشر سنوات في ثيساليا، بين الجبابرة (الجيل الأقدم من الآلهة، يرتكزون على جبل أوثريس) والأولمبيين (جيل حديثو عهدٍ من الآلهة، يستولون لاحقاً على جبل أوليمبوس). كان باعث الحربِ هو أيّهما له أحقيّة التحكّم في الكون، الجبابرة أم الأولمبيون، وانتهى الأمر ليصبح النصر للأولمبيين.
كانوا الإغريقيون على دراية بالقصائد المتنوعة التي تناولت الحرب بين الآلهة والجبابرة. وأهمّ تلك القصائد والوحيدة بين قريناتها لتنجو، هي قصيدة ثيوغونيا المنسوبة لهسيود، وملحمة حرب الجبابرة الضائعة لمنظّمها الشاعر الملحميّ الكفيف التراقيّ ثاموريس، والأخير هو بالأصل شخصيّةٌ أسطوريّة، أشير إليه في إحدى مقالات كتاب على الموسيقى لفلوطارخوس. وللجبابرة دورٌ بارزٌ في قصائد أورفيوس. إلا أنّه لم يُعثَر سوى على قصاصاتٍ تعود للديانة الأورفيّة فيها ما يختلف مع ما جاء به هسيود من آثار.

## النزاع بين الآلهة الأوائل وسفكهم للدماء

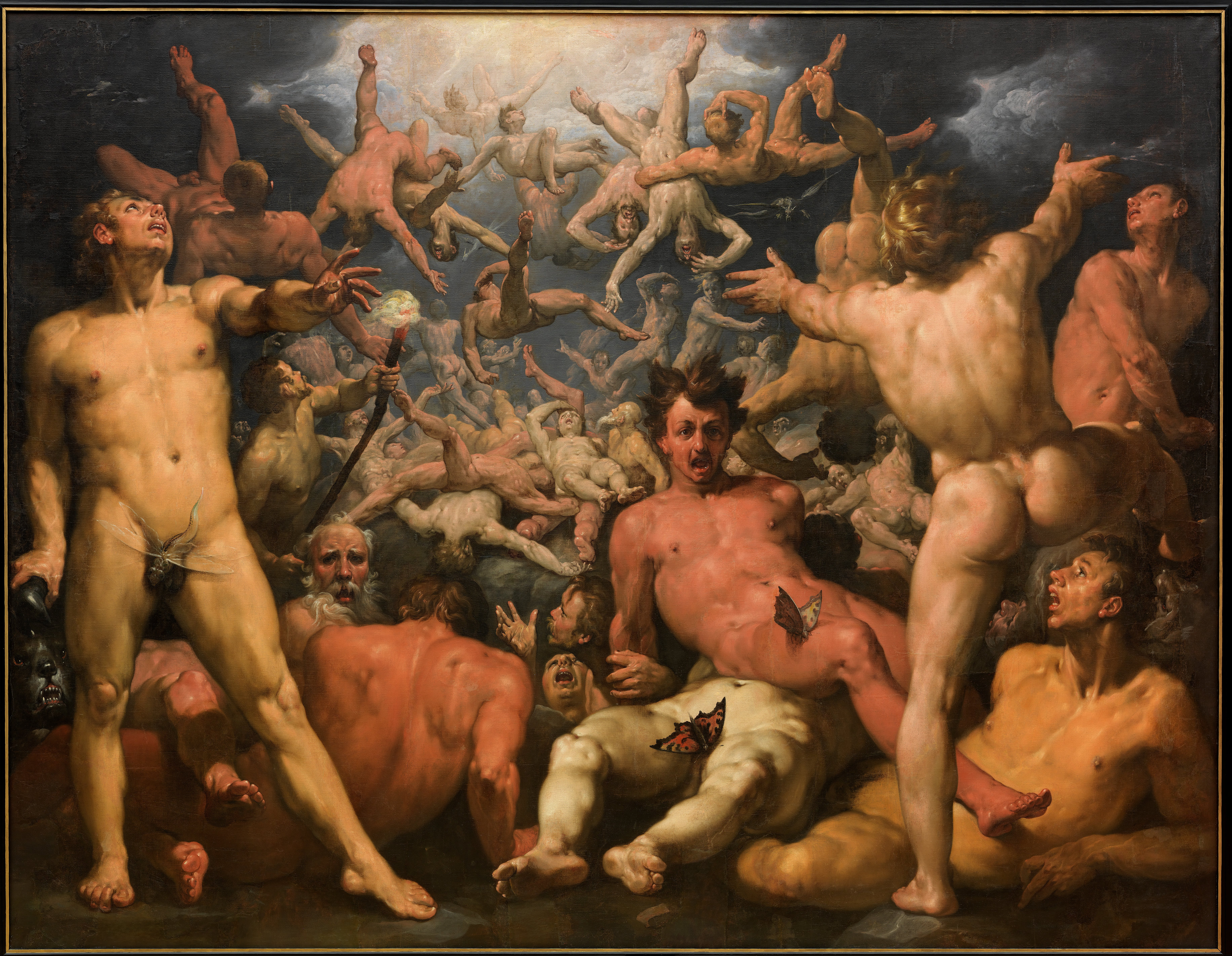
سقوط الجبابرة بريشة كورنيليس فان هارلم 1588 – 1590

أوّل ممهّدٍ للحرب العظمى هو الجبّار الأصغر كرونوس، حيث انتزع كرونوس والده أورانوس (السماء) من الحكم الظالم بمساعدة أمه غايا (الأرض).
أُوقِدَتْ عدائية غايا بعد أن رمى أورانوس أطفالها الهيكاتونخيريس والسايكلوب في سجن تارتاروس. فصنعت غايا منجلاً كبيراً واجتمعت بكرونوس وأشقّائه لتقنعهم بخصيِ والدهم أورانوس بالمنجل. وكان كرونوس الوحيدَ بين أشقّائه ليتطوّع، فأعطته غايا المنجل ليصبح كرونوس كالكمين لوالده.
فلما التقى أورانوس بغايا، هاجم كرونوس أورانوس ليخصيه ويرمي أعضاءه التناسلية في البحر؛ فأصبح بذلك كرونوس ملك الجبابرة. تنبّأ أورانوس بأنّ أحد أطفال كرونوس سينقلب عليه، كما انقلب كرونوس على والده. وُلِدَ من دم أورانوس المنصب على الأرض كلٌّ من العمالقة وأيرينيس وميلياي، ومن منيّ أو دم عضوه التناسليّ المقطوع وُلِدَت أفروديت في البحر بارزةً منه.
تربّعَ كرونوس على العرش بعد أن أُزيلَ منه والده أورانوس على يده. ليؤمّن كرونوس على سلطته، سارع بسجن أشقائه الهيكاتونخيريس والسايكلوب في تارتاروس هو الآخر بعد والده.
أصبح كرونوس خائفاً ومتردّداً بأن يوضع حدٌ لسلطته على يد أحد أولاده، فتحوّل إلى ما كان عليه والده من مجرم، ليقوم بابتلاع كل طفل يولد له من زوجته وأخته ريا. فطفح كيل ريا لتقوم بإخفاء طفلها الأصغر زيوس وخدعت كرونوس بأن تعطيه بدل طفلها حجارةً ملفوفة بقماش، فابتلعها بلا تشكيك.
أخفت ريا طفلها زيوس في كهفٍ في جزيرة كريت، لتقوم أمالثيا بتربيته. لمّا بلغ زيوس أشدّه، قام بالتنكّر على هيئة ساقي خمر كرونوس. فعندما أصبح زيوس خادماً لكرونوس، أعطت ميتيس زيوس مزيجاً من خردلٍ وخمرٍ يجبر كرونوس على تقيؤِ أولاده الذين ابتلعهم إذا ما شربه. فبعد تحرير زيوس أشقاءه، حرّض الأول أشقاءه على إشعال ثورةٍ ضد الجبابرة.

## غزو زيوس وأشقاؤه العالم
شنّ زيوس حرباً على والده كرونوس بالتعاون مع أشقائه المتقيَّئين وأخواته، وهم: هيستيا وديميتر وهيرا وهاديس وبوسيدون. حرّر زيوس الهيكاتونخيريس والسايكلوب من تارتاروس (حيث سجنهم كرونوس) ليصبحوا عوناً له. فكان لكل منهما دورٌ في الحرب، برشق الهيكاتونخيريس أحجاراً ضخمة جداً على الجبابرة، وصاغ السايكلوب الرعد والبرق لزيوس. أما من الجهة الأخرى، فتعاون كرونوس مع الجبابرة الآخرين باستثناء تيميس وولدها بروميثيوس، والّذَين تعاونا مع زيوس (تنبيه، عند هسيود، فإنّ كليميني هي أمّ بروميوثيوس). كان لأطلس كقائدٍ دور بارز في الحرب بإصطفافه مع كرونوس. دامت الحربُ عشر سنوات، حتى انتصر زيوس والأولمبيين الآخرين، فسُجِنَ الجبابرة في تارتاروس، وعُيِّنَ الهيكاتونخيريس حراساً على السجن. وعُوقِبَ أطلس بأن يحمل السماء طيلة حياته. وفي بعض الآثار، ذُكِرَ أنّ زيوس لما أمّنَ على قواه وسلطته، تراجع عن قراره ليحرّرَ الجبابرة.
بعد الانتصار الكبير الذي حققته الآلهة، تقاسم الأشقّاء الثلاثة العالم فيما بينهم: فحكم زيوس السماء والهواء وعُرِفَ آنذاك بالزعيم الأكبر. وحكم بوسايدون البحار والمحيطات، وحكم هاديس العالم السفليّ، وهو عالم الأموات. أمّا باقي الآلهة، فَوُزِّعَت عليهم القوى وفقاً لطبيعتهم ونزَعَاتهم. وتركت الأرض مشترَكةً ليفعل فيها الآلهة ما يشاؤون، حتى وإن يقابل أحدهم الآخر، عدا الأشقاء الثلاثة (زيوس وبوسايدون وهاديس)، فهم ذوو الهيمنة الكبرى.